# Tadeusz Bilikiewicz

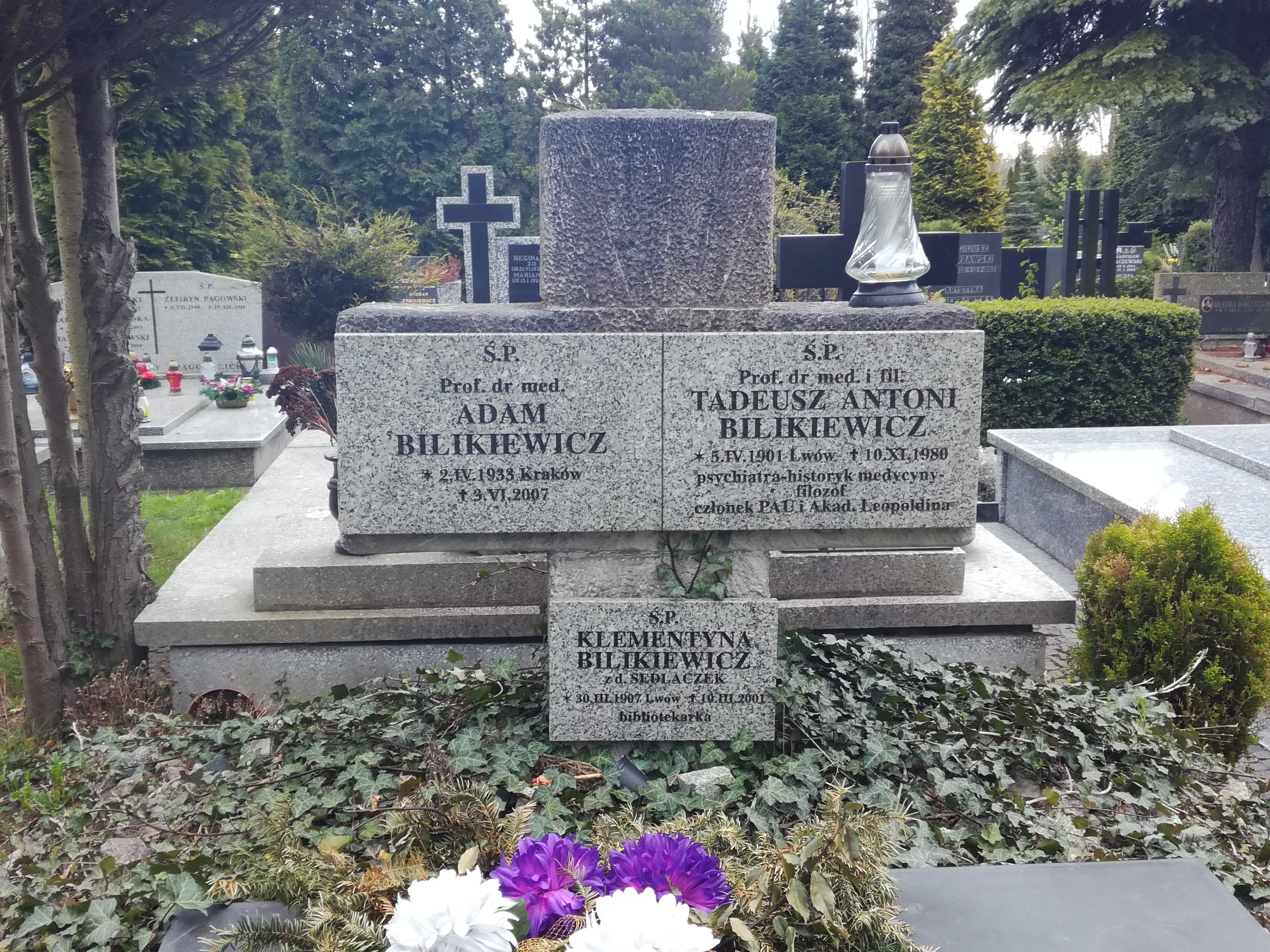
Grób Tadeusza i Adama Bilikiewiczów na cmentarzu Łostowickim w Gdańsku

Tadeusz Antoni Bilikiewicz (ur. 5 kwietnia 1901 we Lwowie, zm. 10 listopada 1980 w Gdańsku) – polski lekarz psychiatra, historyk i filozof medycyny, ojciec Adama Bilikiewicza.

## Życiorys
Był synem agenta handlowego Bernarda Bolesława Bilikiewicza (ur. 31 stycznia 1869 w Tarnowie, zm. 26 maja 1931 w Krakowie)  i Kazimiery Marii ze Swaryczewskich (ur. 1 stycznia 1876 w Tarnopolu, zm. 22 stycznia 1945 w Krakowie) . Ukończył Gimnazjum św. Anny w Krakowie. Jesienią 1918 na ochotnika wraz z całą klasą zgłosił się do wojska. W potyczce z Ukraińcami został ciężko ranny w obie nogi. Za namową ojca w latach 1919–1925 studiował medycynę. Następnie w latach 1928–1931 studiował filozofię na Uniwersytecie Jagiellońskim. W 1925 został doktorem wszech nauk lekarskich. W latach 1926–1928 pracował w Szwajcarii, w Klinice Psychiatrii Uniwersytetu Zuryskiego. W latach 1928–1935 był asystentem Zakładu Historii Medycyny. W 1931 habilitował się na UJ jako docent historii filozofii i medycyny. 
W latach 1935–1939 był ordynatorem Zakładu Psychiatrycznego w Kocborowie. W szpitalu tym pracował również podczas okupacji niemieckiej, pełniąc – oprócz pracy w oddziale psychiatrycznym – funkcję kierownika laboratorium i pracowni radiologicznej. W okresie terroru niemieckiego ukrywał Polaków i Żydów w obszernych podziemiach szpitala. W 1950 minister zdrowia powierzył mu kierownictwo Katedry i Kliniki Psychiatrii Akademii Medycznej w Gdańsku (funkcję tę sprawował de facto od początku 1946; ponadto kierował Katedrą Historii i Filozofii Medycyny). Od 1948 był członkiem korespondencyjnym Polskiej Akademii Umiejętności.
Od połowy lat 50. był czołowym przedstawicielem nurtu psychiatrii upatrującego podłoża biologicznego w powstawaniu psychoz (schizofrenii, zaburzeń afektywnych). Podkreślał zasadniczą rolę metod farmakologicznych (neuroleptyki, leki przeciwdepresyjne) w leczeniu psychoz. 
Z małżeństwa z Klementyną z domu Sedlaczek miał syna Adama (ur. 1933) i córkę Danutę Bilikiewicz (ur. 1944). 
W 1971 odszedł na emeryturę. Zmarł w 1980 i został pochowany na cmentarzu Łostowickim w Gdańsku.

## Wybrane prace
- Zagadnienie życia w świetle zasad psychologii porównawczej (1928)
- Psychoanaliza życia płciowego kobiety 1933)
- Psychoanaliza w praktyce lekarskiej (1935)
- Psychopatologia marzenia sennego (1937)
- Struktura psychologiczna nerwicy jako zagadnienie patogenetyczne (1938)
- Psychoterapia (1938)
- Etioepigenetyzm czyli teoria hierarchicznej epigenezy nawarstwień etiologicznych w psychiatrii (1947)
- Psychologia marzenia sennego (1948)
- Psychiatria kliniczna (1957)
- Klinika nerwic płciowych (1959)
- Maciej z Miechowa na tle medycyny Odrodzenia (1960)
- Somatectomia totalis i jej psychopatologiczne następstwa (1968)
- Prehistoria i geneza Wydziału Lekarskiego PAU (1974)
- Wpływ krytyki i cenzury na ustalenia prawdy historycznej (1976)
- biogramy w Polskim Słowniku Biograficznym: Abicht Adolf (t. 1, 1935), Adamowicz Adam Ferdynand (t. 1, 1935)